# Samsun
Samsun (antički Amisus)  je grad na obali Crnog mora u Turskoj od 363 180 stanovnika, administrativno središte pokrajine Samsun od 1 209 137 u regiji Crno more. 

## Povijest
Starogrčki Amisus, koji je ležao na rtu sjeverozapadno od suvremenog središta grada, osnovan je 7. st. pr. Kr., i bio nakon Sinopa najveća miletska kolonija na Crnom moru. Nakon kratkog vremena pod Aleksandrom Velikim, dolazi pod vlast Pontskog kraljevstva pod kojim napreduje sve dok ga nisu zauzeli Rimljani 71., tad su njegovi branitelji izgorjeli sa svojim gradom, ne željevši predati se.
Za Bizanta se i dalje zvao Amisos, u 12. st zauzeli su ga Turci seldžuci i preimenovali u Samsun. Za njihove vlasti nadmašio je susjedni Sinop kao središte trgovine između Europe i Centalne Azije. U to vrijeme Genovežani su osnovali svoju veliku trgovačku koloniju. 
Osmanski sultan Bajazid I zauzeo je grad sredinom 14. st., ali ga je izgubio nakon poraza od mongolskog vladara Timura 1402. pa su njime vladali lokalni turkmenski begovi.
Grad su spalili Genovežani prije nego što su ga Osmanlije ponovno zauzele 1425.
U Samsunu se 19. svibnja 1919. iskrcao Mustafa Kemal (kasnije nazvan Atatürk) sa svojim trupama, da organizira nacionalni otpor grčkoj inavaziji na Tursku, taj događaj označio je početak Grčko-turskog rata 1919. – 1922. i osnivanja Republike Turske 1923.

## Znamenitosti
Najimpesivnija karakteristika Samsuna je njegova široka avenija uz more u pravcu istok - zapad uz koju su nanizane zgrade državnih ureda, hotela i trgovina.

## Zemljopisne karakteristike
Samsun je najveći grad na južnoj obali Crnog mora, leži na zapadu prostranog zaljeva između ušća rijeka Kizil i Yeşilırmak, na uskoj obalnoj nizini i djelomično po obroncima brda koja se steru do 400 m. Samsun je udaljen 471 km od Ankare. Najveći je proizvođač duhana u Turskoj.

## Klimatske karakteristike
Samsun ima tipičnu crnomorsku klimu, s kišom tokom cijele godine i toplim vlažnim ljetnima kad temperature dosežu do 27 °C. Zime su svježe i vlažne, najniža temperatura je oko 3 °C u siječnju. 
Temperatura mora varira između 8 ° – 20 °C tijekom cijele godine.

## Gospodarstvo
Samsun je središte plodnog poljoprivrednog kraja i najveća turska crnomorska luka. Nagli rast tijekom 19. st., bio je povezan s razvojem duhanske industrije i sadnjom duhana u susjednoj Bafri i uvođenjenjem modernih parobroda u crnomorsko pomorstvo. Njegova prirodno dobro zaštićena luka, osuvremenjena je i proširena 1960., i od tad je najveća luka na crnomorskom primorju. Iz luke se izvozi željezna ruda iz Divriğija, duhan i vuna iz unutrašnjosti, cigarete, gnojiva i tekstil iz gradskih tvornica.Samsun je krajnja stanica željezničke mreže unutrašnje Anadolije, cestama je dobro povezan s Ankarom i Sivasom. 
Pored grada 25 km u pravcu istoka u mjestu Çarşamba nalazi se Aerodrom Samsun-Çarşamba (IATA: SZF, ICAO: LTFH) iz kojeg postoje letovi za Istanbul i Ankaru.

## Obrazovanje
Samsun ima sveučilište 19 svibanj, osnovano 1975.

## Gradovi prijatelji
| - North Little Rock, SAD (od 2006.) - Trikomo, Cipar (od 2006.) - Novorosijsk, Rusija (od 2007.) - Dar es Salaam, Tanzanija (od 2007.) | - Kalmar, Švedska (od 1991.) - Bordeaux, Francuska (od 2008.) - Kiel, Njemačka (od 2010.) - Brčko, Bosna i Hercegovina (od 2012.) |

## Vanjske poveznice
- Samsun na portalu Encyclopædia Britannica Online
- Službene stranice grada  Arhivirana inačica izvorne stranice od 7. veljače 2009. (Wayback Machine)